# ¡Por fin solos! (película de 2012)
Darling Companion es una película dramática de 2012 dirigida por Lawrence Kasdan, escrito por Kasdan y su esposa Meg, y protagonizada por Diane Keaton y Kevin Kline. El rodaje tuvo lugar en Utah en 2010 y fue estrenada el 20 de abril de 2012.

## Sinopsis
Beth Winter es una mujer que padece el síndrome del nido vacío. Como su marido Joseph es un hombre abstraído y encerrado en sí mismo, su único consuelo es un perro que ha encontrado abandonado en la carretera. Cuando Joseph pierde al perro mientras pasan unos días en su casa de las Montañas Rocosas, Beth moviliza a todo el mundo para emprender su búsqueda.

## Reparto
| Actor           | Personaje         |
| --------------- | ----------------- |
| Mark Duplass    | Bryan Alexander   |
| Richard Jenkins | Russell           |
| Diane Keaton    | Beth Winter       |
| Kevin Kline     | Dr. Joseph Winter |
| Elisabeth Moss  | Grace Winter      |
| Sam Shepard     | Sheriff Morris    |
| Dianne West     | Penny Alexander   |
| Ayelet Zurer    | Carmen            |
| Jay Ali         | Sam               |